# Stojnik, Aranđelovac
Stojnik (izvirno srbsko Стојник) je naselje v Srbiji, ki upravno spada pod Občino Aranđelovac; slednja pa je del Šumadijskega upravnega okraja.

## Demografija
V naselju živi 1202 polnoletnih prebivalcev, pri čemer je njihova povprečna starost 41,7 let (41,1 pri moških in 42,2 pri ženskah). Naselje ima 426 gospodinjstev, pri čemer je povprečno število članov na gospodinjstvo 3,49.
To naselje je, glede na rezultate popisa iz leta 2002, večinoma srbsko.
|  |

| Demografija | Demografija     | Demografija     |
| Leto        | Št. prebivalcev | Št. prebivalcev |
| ----------- | --------------- | --------------- |
|             |                 |                 |
|             |                 |                 |
|             |                 |                 |
|             |                 |                 |
| 1948        | 1736            |                 |
| 1953        | 1838            |                 |
| 1961        | 1727            |                 |
| 1971        | 1662            |                 |
| 1981        | 1539            |                 |
| 1991        | 1438            | 1438            |
| 2002        | 1502            | 1486            |
|             |                 |                 |

| Etnična sestava po popisu iz leta 2002 | Etnična sestava po popisu iz leta 2002 | Etnična sestava po popisu iz leta 2002 | Etnična sestava po popisu iz leta 2002 | Etnična sestava po popisu iz leta 2002 |
| -------------------------------------- | -------------------------------------- | -------------------------------------- | -------------------------------------- | -------------------------------------- |
| Srbi                                   | Srbi                                   |                                        | 1.478                                  | 99,46%                                 |
| Črnogorci                              | Črnogorci                              |                                        | 2                                      | 0,13%                                  |
| Ukrajinci                              | Ukrajinci                              |                                        | 1                                      | 0,06%                                  |
| Slovaki                                | Slovaki                                |                                        | 1                                      | 0,06%                                  |
| Neznano                                | Neznano                                |                                        | 3                                      | 0,20%                                  |